# Péter Medgyessy

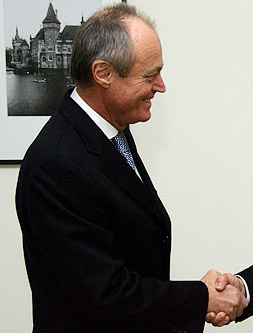
Péter Medgyessy

Péter Medgyessy (Boedapest, 17 oktober 1942) is een Hongaars econoom en politicus. Hij was in 2002-2004 minister-president van Hongarije.

## Eerste carrière
Medgyessy werd geboren in een diplomatengezin en woonde in zijn jeugd enkele jaren in Roemenië. Hij studeerde economie in Boedapest en voltooide zijn studie in 1966. Tussen 1966-1982 werkte hij op het Hongaarse ministerie van Financiën. In 1982 werd hij plaatsvervangend minister van Financiën, in 1987 was hij minister op dit departement. Van 1988-1990, in de tijd van de regimewisseling, was hij vicepremier.
Medgyessy werd in 1986 lid van de communistische partij en had enige tijd zitting in het partijbestuur. Naar later bleek was hij ook actief voor de geheime dienst.

## Na het communisme
Na de val van het communisme werkte Medgyessy enkele jaren als bankier. In 1996 werd hij opnieuw minister van Financiën, nu in het kabinet van Gyula Horn. Van 1998-2001 was hij weer werkzaam in het bedrijfsleven. 
Hoewel hij geen lid was van de partij, werd hij in 2001 door de sociaaldemocratische MSZP gevraagd als kandidaat-premier. Na de verkiezingswinst van de MSZP in 2002 vormde hij de nieuwe regering. Als premier werd 
Medgyessy door de oppositie fel bestreden, vooral nadat er documenten aan het licht gekomen waren die zijn verleden bij de geheime dienst belichtten. Toen hij ook de steun van de coalitiepartner SZDSZ verloor, was hij in augustus 2004 gedwongen af te treden. 
Hij werd opgevolgd door Ferenc Gyurcsány, die hem benoemde tot ‘reizend ambassadeur’, met als taak het behartigen van de economische belangen van Hongarije in het buitenland.
Medgyessy is getrouwd en heeft twee kinderen.